# 京都府立北嵯峨高等学校
京都府立北嵯峨高等学校（きょうとふりつ きたさがこうとうがっこう）は、京都府京都市右京区嵯峨大沢柳井手町に所在する府立の高等学校。

## 設置学科
- 普通科
  - 人文科学コース
  - 自然科学コース
  - 文科科学コース
  - スポーツ科学コース

## 概要
風光明媚な嵯峨嵐山・大覚寺に隣接する。バレーボール、ハンドボール、野球などで全国大会出場の経験がある。
校是は「独創質実」（何事も自らで考え、主体的に判断し、真摯な態度と素直なこころで行動する）。

## 沿革
- 1973年9月 - 新設計画が府議会で提出[1]
- 1974年
  - 3月 - 建設予定地が決定[1]
  - 11月 - 予定よりも遅れて用地買収を開始[1]
- 1975年
  - 2月17日 - 京都府立新設高等学校（右京地区）開設準備室を京都市立梅屋小学校内に設ける。
  - 3月1日 - 京都府立北嵯峨高等学校が、京都府条例により設置される。全日制普通科設置決定。
  - 4月9日 - 第1回入学式を京都市立洛南中学校講堂において挙行する。（入学生269名） [1]
  - 4月10日 - 建設工事の遅れにより、京都府立朱雀高等学校鳥羽分校（現京都府立鳥羽高等学校）において授業開始[1][2][3]。
  - 8月29日 - 現在地に設置されたプレハブ校舎に移転。
  - 9月1日 - 本建築第一期工事開始。
- 1976年
  - 3月29日 - 新校舎（管理棟・理科教室・体育館）へ移転。
  - 7月29日 - プレハブ校舎一部移転。
- 1977年3月28日 - 新校舎（第2棟・第4棟・図書館等）へ一部移転。
- 1978年3月28日 - 第3期工事（第3棟）完成。
- 1982年3月20日 - 格技場完成。
- 1988年6月30日 - 体育振興施設完成。
- 1990年3月 - 第62回選抜高等学校野球大会に野球部が出場。
- 1993年3月31日 - コンピュータ教室設置。

## 部活動
- 体育会系
  - バレーボール
  - バスケットボール
  - 野球
  - ハンドボール
  - サッカー
  - 剣道
  - 卓球
  - 陸上

## 著名な出身者
スポーツ
- 細見和史（プロ野球選手）
- 山田秋親（プロ野球選手）
- 大村加奈子（バレーボール選手、日本代表、本校保健体育科教諭・女子バレーボール部監督）
- 佐野優子（バレーボール選手、日本代表）
- 関井陽子（バレーボール選手）
- 藤原直也 (バレーボール選手、ジェイテクトSTINGS所属)
- 小西美加（女子プロ野球選手）
- 木瀬翔太（プロ野球選手）

音楽、芸能、メディア
- しもぐち☆雅充（DJ、ミュージシャン）
- 黒田倫弘（ボーカリスト、ミュージシャン）
- 鵜飼秀徳（ジャーナリスト、僧侶）
- 佐藤泰文（俳優、タレント、リポーター）
- 黒田雅之（サックス奏者）
- こばやしあきこ（女優）
- 安藤彰則（俳優）

行政
- 四方敬之（外交官、内閣広報官）

その他
- 江村理紗（京都市会議員）
- 大山奈々子（神奈川県会議員）

## 交通
- JR山陰本線（嵯峨野線）嵯峨嵐山駅 徒歩12分
- 京都市営バス「大覚寺」停留所 徒歩5分